# Cockatoo
Pour les articles homonymes, voir Île Cockatoo et Cacatoès.
Cockatoo (4 560 habitants) est une ville australienne du sud de l'État du Victoria, située dans les Monts Dandenong à 50 kilomètres à l'est de Melbourne, dans sa grande banlieue.
Elle doit son nom à la rivière qui la traverse: la Cockatoo Creek.

## Événements
Les habitants de cette localité ont ressenti le tremblement de terre de magnitude 5,2à 5,4 avec des répliques à 3,1, qui secoua le Victoria le 19 juin 2012,.